# トラウママンガマガジン
『トラウママンガマガジン』は、英知出版が2002年に第1号から第3号まで刊行していた漫画雑誌である。略称は「トラウママガジン」「トラマガ」。

## 概要
創刊時のキャッチコピーは「永遠の少年たちに贈る、待望の大人向けマンガ雑誌登場!」。趣旨としては、1980年代から1990年代初頭の少年たちにある種トラウマとも言える多大な影響を及ぼした人気少年漫画（これらを"トラウママンガ"と定義）を蘇らせることで、当時の読者であった20 - 30歳代をターゲットにした漫画雑誌である。
ラインナップには当時の『コロコロコミック』系人気作家が名を連ねた他、掲載誌の廃刊により行き場を失った作品も掲載された。むろん続編やリメイクにとどまらず、多数の新規作品も掲載された。
度重なる発売日延期の末、第3号までは刊行されたものの第4号は結局刊行されずじまいとなり、第3号で事実上の廃刊（3号雑誌）。

## 連載作品
- ゲームセンターあらしA（すがやみつる）
- 新・とどろけ!一番（のむらしんぼ）
- だんじて!男児（Moo.念平）
- 楽勝!ハイパードールHG（伊藤伸平）
- グリンゴ2002（田中圭一）
- ガンバ!〜冒険者たち〜（一式まさと）
- ジャイアントロボ 誕生編（富士原昌幸）
- アニメーション制作進行くろみちゃん（渡辺はじめ）
- 十兵衛ちゃん シベリア柳生の逆襲（むっちりむうにい）

## 刊行物
- 第1号（2002年6月29日発売）
- 第2号（2002年9月28日発売）
- 第3号（2002年12月23日発売）